# Exodermis

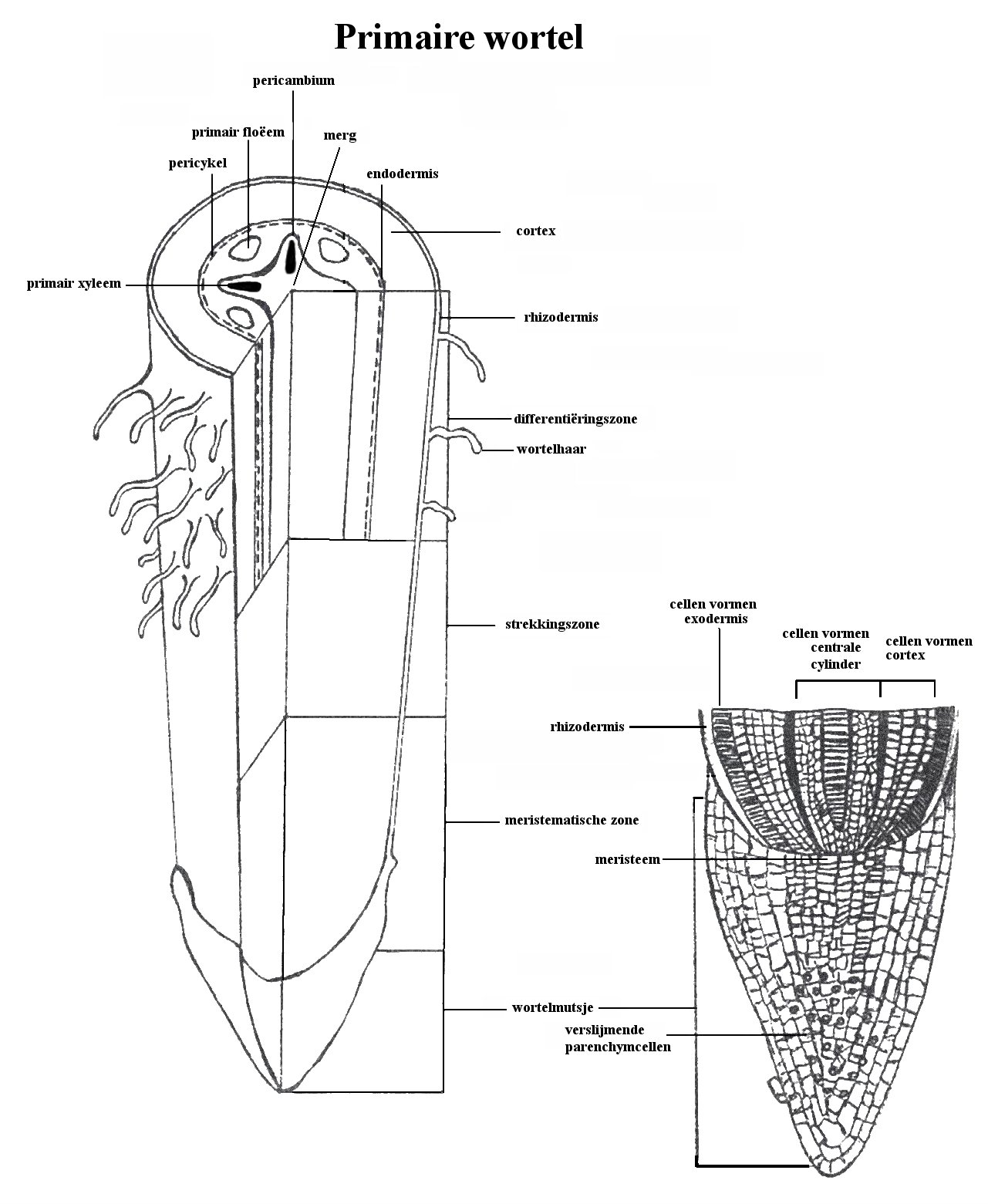
Schematische lengtedoorsnede van een primaire wortel.

De exodermis (samenstelling van Oudgrieks ἔξω, exō: buiten, en δέρμα, derma: huid) is het secundaire afsluitingsweefsel bij de plantenwortel. De exodermis wordt gevormd uit de hypodermis, verkurkt en vervangt de rhizodermis. De wortelharen hebben een beperkte levensduur en sterven samen met de cellen van de rhizodermis af, waarna de wortelvertakking begint. De exodermis kan een of meer cellagen dik zijn en soms aansluiten bij een sclerenchymlaag.
De exodermis kan lange tijd onverkurkte doorlaatcellen bevatten, die korter zijn dan de andere cellen, zoals bij blauwe lis.
De exodermis zorgt ervoor dat er geen waterverlies van de wortel optreedt en beschermt de plant tegen schadelijke micro-organismen.